# Championnat d'Afrique des nations de football 2024
Navigation
Algérie 2022 2027
Le Championnat d'Afrique des nations de football 2024 est la huitième édition du Championnat d'Afrique des nations de football (CHAN), une compétition de football organisée par la Confédération africaine de football (CAF) rassemblant 19 sélections composées de joueurs évoluant uniquement dans un club de leur pays. Disputée dans trois pays d'Afrique de l'Est, le Kenya, l'Ouganda et la Tanzanie, la compétition est d'abord programmée du 1er au 28 février 2025,, avant d'être reportée du 2 au 30 août 2025.

## Désignation du pays organisateur
Le Kenya, l'Ouganda et la Tanzanie ont été désignés co-organisateurs de l'édition 2024 le 17 décembre 2023, en guise de répétition générale de la coupe d'Afrique des nations 2027.

## Villes et stades
Les stades attribués aux groupes ont été désignés selon le placement des pays hôtes, le Groupe A jouera donc ses matchs au Kenya, le Groupe B en Tanzanie, le Groupe C en Ouganda et le Groupe D qui ne possède pas de pays hôte jouera ses matchs à Zanzibar. 
| Ville        | Stade                            | Capacité |
| ------------ | -------------------------------- | -------- |
| Nairobi      | Centre sportif international Moi | 60,000   |
| Nairobi      | Nyayo National Stadium           | 30,000   |
| Kampala      | Mandela National Stadium         | 45,202   |
| Dar es Salam | Benjamin Mkapa Stadium           | 60,000   |
| Zanzibar     | Amaan Stadium                    | 15,000   |

## Éliminatoires
Les procédures de qualification ont été dévoilées au siège de la Confédération africaine de football au Caire, en Égypte, le 9 septembre 2024, la qualification elle-même se déroulant du 25 octobre au 29 décembre 2024. Le Maroc unique représentant d’Afrique du nord s'est qualifié automatiquement pour le tournoi final. La Libye et la Tunisie qui étaient initialement qualifiées d'office pour la compétions se sont retirées par la suite ce qui laisse 2 places qui seront attribuer lors d'un tour de repêchage entre 7 équipes réengagées. 
| Team           | Zone       | Date de qualification | Participation | Première participation | Dernière participation | Meilleur résultat                                 |
| -------------- | ---------- | --------------------- | ------------- | ---------------------- | ---------------------- | ------------------------------------------------- |
| Kenya          | Centre-Est | 26 septembre 2024     | 1             | n/a                    | n/a                    | Première participation                            |
| Ouganda        | Centre-Est | 26 septembre 2024     | 7             | 2011                   | 2022                   | Premier tour (2011, 2014, 2016, 2018, 2020, 2022) |
| Tanzanie       | Centre-Est | 26 septembre 2024     | 3             | 2009                   | 2020                   | Premier tour (2009, 2020)                         |
| Soudan         | Centre-Est | 25 décembre 2024      | 4             | 2011                   | 2022                   | Troisième (2011, 2018)                            |
| Maroc          | Nord       | 9 octobre 2024        | 5             | 2014                   | 2020                   | Vainqueur (2018, 2020)                            |
| Guinée         | Ouest A    | 28 décembre 2024      | 5             | 2016                   | 2020                   | Troisième (2020)                                  |
| Mauritanie     | Ouest A    | 29 décembre 2024      | 3             | 2014                   | 2022                   | Quarts de finale (2022)                           |
| Sénégal        | Ouest A    | 28 décembre 2024      | 3             | 2009                   | 2022                   | Vainqueur (2022)                                  |
| Burkina Faso   | Ouest B    | 28 décembre 2024      | 4             | 2014                   | 2020                   | Premier tour (2014, 2018, 2020)                   |
| Niger          | Ouest B    | 27 décembre 2024      | 4             | 2011                   | 2022                   | Quatrième (2022)                                  |
| Nigeria        | Ouest B    | 28 décembre 2024      | 4             | 2014                   | 2018                   | Finaliste (2018)                                  |
| Centrafrique   | Centrale   | 28 décembre 2024      | 1             | n/a                    | n/a                    | Première participation                            |
| Congo          | Centrale   | 29 décembre 2024      | 5             | 2014                   | 2022                   | Quarts de finale (2018, 2020)                     |
| RD Congo       | Centrale   | 28 décembre 2024      | 7             | 2009                   | 2022                   | Vainqueur (2009, 2016)                            |
| Angola         | Sud        | 28 décembre 2024      | 4             | 2011                   | 2018                   | Finaliste (2011)                                  |
| Madagascar     | Sud        | 29 décembre 2024      | 2             | 2022                   | 2022                   | Troisième (2022)                                  |
| Zambie         | Sud        | 28 décembre 2024      | 5             | 2009                   | 2020                   | Troisième (2009)                                  |
| Algérie        | Repêchage  | 9 mai 2025            | 3             | 2011                   | 2022                   | Finaliste (2022)                                  |
| Afrique du Sud | Repêchage  | 11 mai 2025           | 3             | 2011                   | 2014                   | Quarts de finale (2011)                           |

## Compétition

### Phase de groupes (1ertour)
Le tirage au sort s'est effectué le 15 janvier à Nairobi au Kenya, la compétition abordera un format inédit avec 3 groupes de 5 équipes et 1 groupe de 4 équipes, les 2 premières équipes de chaque groupes se qualifieront pour les quarts de finale

#### Tirage au sort
PO : Pays organisateur

#### Répartition des équipes avant le tirage au sort
Le chapeaux 1 est composé des 3 pays hôtes en plus du Sénégal le tenant du titre de la dernière édition. Les autres équipes qualifiées ont été reparties en trois chapeaux selon un classement en vue de leurs performance lors des trois dernières édition. Le Congo initialement disqualifié pour avoir aligné un joueur inéligible lors des qualifications a finalement été repêché après réexamen du dossier. L'Algérie et l'Afrique du Sud ont été placés dans le chapeaux 4 après leurs qualifications obtenus après le tirage au sort.
Le système de classement est le suivant:
- 7 points pour le vainqueur
- 5 points pour la finaliste
- 3 points pour les demi-finalistes
- 2 points pour les quarts de finalistes
- 1 point pour la phase de groupe

| Pays organisateurs                            | Chapeau 1                            | Chapeau 2                               | Chapeau 3                                                                              |
| --------------------------------------------- | ------------------------------------ | --------------------------------------- | -------------------------------------------------------------------------------------- |
| - KenyaPO - OugandaPO - TanzaniePO - SénégalT | - Maroc - Niger - Congo - Madagascar | - Mauritanie - Guinée - Soudan - Angola | - RD Congo - Zambie - Burkina Faso - Nigeria - Centrafrique - Afrique du Sud - Algérie |

#### Règlement
En cas d’égalité de points entre deux équipes ou plus, au terme des matches de groupe, les équipes sont départagées selon les critères successifs suivants :
- le plus grand nombre de points obtenus lors des rencontres entre les équipes en question ;
- la meilleure différence de buts lors des rencontres entre les équipes en question ;
- le plus grand nombre de buts marqués dans les matchs de groupe entre les équipes concernées ;
- la différence de buts sur l’ensemble des parties disputées dans le groupe ;
- le plus grand nombre de buts marqués sur l’ensemble des matches du groupe ;
- le classement fair-play ;
- un tirage au sort effectué par la CAF.

#### Groupe A
| Rang | Équipe   | Pts | J | G | N | P | Bp | Bc | Diff |
| ---- | -------- | --- | - | - | - | - | -- | -- | ---- |
| 1    | Kenya    | 10  | 4 | 3 | 1 | 0 | 4  | 1  | +3   |
| 2    | Maroc    | 9   | 4 | 3 | 0 | 1 | 8  | 3  | +5   |
| 3    | RD Congo | 6   | 4 | 2 | 0 | 2 | 5  | 4  | +1   |
| 4    | Angola   | 4   | 4 | 1 | 1 | 2 | 3  | 6  | -3   |
| 5    | Zambie   | 0   | 4 | 0 | 0 | 4 | 2  | 8  | -6   |

| 1re journée           | Kenya               | 1 - 0   | RD Congo | Centre sportif international Moi (Nairobi) |                                  |
| 3 août 2025 14h (UTC) | Moussa Ndiaye 45+2e | (1 - 0) |          | Arbitrage : Jelly Alfred Chavani           | Arbitrage : Jelly Alfred Chavani |

| 1re journée           | Maroc                                      | 2 - 0   | Angola | Nyayo National Stadium (Nairobi) |                                |
| 3 août 2025 17h (UTC) | Imad Riahi 29e · Joaquim Balanga 81e (csc) | (1 - 0) |        | Arbitrage : Abdou Abdel Mefire   | Arbitrage : Abdou Abdel Mefire |

| 2e journée            | RD Congo                                            | 2 - 0   | Zambie | Nyayo National Stadium (Nairobi) |                              |
| 7 août 2025 15h (UTC) | Ibrahim Matobo Mubalu 51e · Malanga Horso Mwaku 71e | (0 - 0) |        | Arbitrage : Houssam Benyahia     | Arbitrage : Houssam Benyahia |

| 2e journée            | Angola          | 1 - 1             | Kenya                      | Centre sportif international Moi (Nairobi) |                                |
| 7 août 2025 18h (UTC) | Jó Paciência 7e | (1 - 1)           | Austin Odhiambo 17e (pen.) | Arbitrage : Brahamou Sadou Ali             | Arbitrage : Brahamou Sadou Ali |
| 7 août 2025 18h (UTC) |                 | Marvin Omondi 21e |                            | Arbitrage : Brahamou Sadou Ali             | Arbitrage : Brahamou Sadou Ali |

| 3e journée             | Kenya                  | 1 - 0   | Maroc | Centre sportif international Moi (Nairobi) |                            |
| 10 août 2025 14h (UTC) | Ryan Ogam 42e          | (1 - 0) |       | Arbitrage : Vincent Kabore                 | Arbitrage : Vincent Kabore |
| 10 août 2025 14h (UTC) | Chrispine Erambo 45+4e |         |       | Arbitrage : Vincent Kabore                 | Arbitrage : Vincent Kabore |

| 3e journée             | Zambie             | 1 - 2   | Angola          | Nyayo National Stadium (Nairobi)        |                                         |
| 10 août 2025 17h (UTC) | Dominic Chanda 73e | (0 - 0) | Kaporal 79e 86e | Arbitrage : Adissa Abdul Raphiou Ligali | Arbitrage : Adissa Abdul Raphiou Ligali |

| 4e journée             | Maroc                                                              | 3 - 1   | Zambie           | Nyayo National Stadium (Nairobi) |                            |
| 14 août 2025 16h (UTC) | Mohamed Hrimat 45+2e · Oussama Lamlioui 66e · Sabir Bougrine 90+5e | (1 - 0) | Andrew Phiri 70e | Arbitrage : Adalbert Diouf       | Arbitrage : Adalbert Diouf |

| 4e journée             | Angola | 0 - 2   | RD Congo                                                  | Centre sportif international Moi (Nairobi) |                                          |
| 14 août 2025 19h (UTC) |        | (0 - 0) | Jephté Kitambala Bola 58e · Jonathan Mokonzi Katumbwe 70e | Arbitrage : Mahmoud Nagy Ahmed Nagy Mosa   | Arbitrage : Mahmoud Nagy Ahmed Nagy Mosa |

| 5e journée             | Zambie | 0 - 1   | Kenya         | Centre sportif international Moi (Nairobi) |                          |
| 17 août 2025 14h (UTC) |        | (0 - 0) | Ryan Ogam 75e | Arbitrage : Lamin Jammeh                   | Arbitrage : Lamin Jammeh |

| 5e journée             | RD Congo                  | 1 - 3   | Maroc                                               | Nyayo National Stadium (Nairobi) |                             |
| 17 août 2025 14h (UTC) | Jephté Kitambala Bola 43e | (1 - 1) | Oussama Lamlioui 8e 80e · Mohamed Hrimat 70e (pen.) | Arbitrage : Ousmane Diakate      | Arbitrage : Ousmane Diakate |

#### Groupe B
| Rang | Équipe       | Pts | J | G | N | P | Bp | Bc | Diff |
| ---- | ------------ | --- | - | - | - | - | -- | -- | ---- |
| 1    | Tanzanie     | 10  | 4 | 3 | 1 | 0 | 5  | 1  | +4   |
| 2    | Madagascar   | 7   | 4 | 2 | 1 | 1 | 5  | 3  | +2   |
| 3    | Mauritanie   | 7   | 4 | 2 | 1 | 1 | 2  | 1  | +1   |
| 4    | Burkina Faso | 3   | 4 | 1 | 0 | 3 | 5  | 7  | -2   |
| 5    | Centrafrique | 1   | 4 | 0 | 1 | 3 | 2  | 7  | -5   |

| 1re journée (Match d'ouverture) | Tanzanie                                                         | 2 - 0   | Burkina Faso | Stade Benjamin Mkapa (Dar es Salam) |                             |
| 2 août 2025 19h (UTC)           | Abdul Hamisi Suleiman 45+3e (pen.) · Mohamed Hussein Mohamed 71e | (1 - 0) |              | Arbitrage : Lotfi Bekouassa         | Arbitrage : Lotfi Bekouassa |

| 1re journée           | Madagascar                                   | 0 - 0   | Mauritanie | Stade Benjamin Mkapa (Dar es Salam) |                              |
| 3 août 2025 19h (UTC) |                                              | (0 - 0) |            | Arbitrage : Shamirah Nabadda        | Arbitrage : Shamirah Nabadda |
| 3 août 2025 19h (UTC) | Andriamirado Aro Hasina Andrianarimanana 39e |         |            | Arbitrage : Shamirah Nabadda        | Arbitrage : Shamirah Nabadda |

| 2e journée            | Burkina Faso                                                                                                  | 4 - 2   | Centrafrique                                       | Stade Benjamin Mkapa (Dar es Salam) |                              |
| 6 août 2025 16h (UTC) | Papus Naser Ouattara 11e · Abdoul Abass Guiro 61e (pen.) · Patrick Malo 78e (pen.) · Abdoul Karim Baguian 84e | (1 - 1) | Sydney Chiffort Tchibinda 15e · Ange Zoumara 90+5e | Arbitrage : Bouchra Karboubi        | Arbitrage : Bouchra Karboubi |

| 2e journée            | Mauritanie | 0 - 1   | Tanzanie            | Stade Benjamin Mkapa (Dar es Salam) |                              |
| 6 août 2025 19h (UTC) |            | (0 - 0) | Shomari Kapombé 89e | Arbitrage : Patrice Milazare        | Arbitrage : Patrice Milazare |

| 3e journée            | Centrafrique | 0 - 1   | Mauritanie         | Stade Benjamin Mkapa (Dar es Salam) |                              |
| 9 août 2025 16h (UTC) |              | (0 - 0) | Ahmed El Moctar 9e | Arbitrage : Dickens Nyagrowa        | Arbitrage : Dickens Nyagrowa |

| 3e journée            | Tanzanie              | 2 - 1   | Madagascar                                  | Stade Benjamin Mkapa (Dar es Salam) |                          |
| 9 août 2025 19h (UTC) | Clement Mzize 13e 20e | (2 - 1) | Mika Nantenaina Gregasse Razafimahatana 34e | Arbitrage : Lamin Jammeh            | Arbitrage : Lamin Jammeh |

| 4e journée             | Madagascar                                                           | 2 - 0   | Centrafrique | Stade Benjamin Mkapa (Dar es Salam) |                          |
| 13 août 2025 16h (UTC) | Toky Niaina Rakotondraibe 84e · Nomena Lalaina Rafanomezantsoa 90+4e | (0 - 0) |              | Arbitrage : Mehrez Malki            | Arbitrage : Mehrez Malki |

| 4e journée             | Mauritanie                 | 1 - 0               | Burkina Faso | Stade Benjamin Mkapa (Dar es Salam) |                                  |
| 13 août 2025 19h (UTC) | Alassane Diop 45+9e (pen.) | (1 - 0)             |              | Arbitrage : Jelly Alfred Chavani    | Arbitrage : Jelly Alfred Chavani |
| 13 août 2025 19h (UTC) |                            | Abdoulaye Touré 41e |              | Arbitrage : Jelly Alfred Chavani    | Arbitrage : Jelly Alfred Chavani |

| 5e journée             | Burkina Faso           | 1 - 2  | Madagascar                                                                  | Amaan Stadium (Zanzibar)     |                              |
| 16 août 2025 19h (UTC) | Souleymane Sangaré 25e | (1 -1) | Fenohasina Gilles Razafimaro 7e · Nomena Lalaina Rafanomezantsoa 58e (pen.) | Arbitrage : Houssam Benyahia | Arbitrage : Houssam Benyahia |

| 5e journée             | Centrafrique | 0 - 0   | Tanzanie | Stade Benjamin Mkapa (Dar es Salam) |                                    |
| 16 août 2025 19h (UTC) |              | (0 - 0) |          | Arbitrage : Yannick Malala Kabanga  | Arbitrage : Yannick Malala Kabanga |

#### Groupe C
| Rang | Équipe         | Pts | J | G | N | P | Bp | Bc | Diff |
| ---- | -------------- | --- | - | - | - | - | -- | -- | ---- |
| 1    | Ouganda        | 7   | 4 | 2 | 1 | 1 | 8  | 6  | +2   |
| 2    | Algérie        | 6   | 4 | 1 | 3 | 0 | 5  | 2  | +3   |
| 3    | Afrique du Sud | 6   | 4 | 1 | 3 | 0 | 6  | 5  | +1   |
| 4    | Guinée         | 4   | 4 | 1 | 1 | 2 | 3  | 6  | -3   |
| 5    | Niger          | 2   | 4 | 0 | 2 | 2 | 0  | 3  | -3   |

| 1re journée           | Niger | 0 - 1   | Guinée               | Mandela National Stadium (Kampala) |                          |
| 4 août 2025 16h (UTC) |       | (0 - 0) | Mohamed Bangoura 47e | Arbitrage : Mehrez Malki           | Arbitrage : Mehrez Malki |

| 1re journée           | Ouganda | 0 - 3   | Algérie                                                            | Mandela National Stadium (Kampala) |                            |
| 4 août 2025 19h (UTC) |         | (0 - 1) | Ayoub Ghezala 36e · Abderrahmane Meziane 76e · Sofiane Bayazid 79e | Arbitrage : Adalbert Diouf         | Arbitrage : Adalbert Diouf |

| 2e journée            | Algérie | 1-1 | Afrique du Sud | Mandela National Stadium (Kampala) |             |
| 8 août 2025 16h (UTC) |         |     |                | Arbitrage :                        | Arbitrage : |

| 2e journée            | Guinée | 0-3 | Ouganda | Mandela National Stadium (Kampala) |             |
| 8 août 2025 19h (UTC) |        |     |         | Arbitrage :                        | Arbitrage : |

| 3e journée             | Afrique du Sud | 2-1 | Guinée | Mandela National Stadium (Kampala) |             |
| 11 août 2025 16h (UTC) |                |     |        | Arbitrage :                        | Arbitrage : |

| 3e journée             | Ouganda | 2-0 | Niger | Mandela National Stadium (Kampala) |             |
| 11 août 2025 19h (UTC) |         |     |       | Arbitrage :                        | Arbitrage : |

| 4e journée             | Guinée | 1-1 | Algérie | Mandela National Stadium (Kampala) |             |
| 15 août 2025 16h (UTC) |        |     |         | Arbitrage :                        | Arbitrage : |

| 4e journée             | Niger | 0-0 | Afrique du Sud | Mandela National Stadium (Kampala) |             |
| 15 août 2025 19h (UTC) |       |     |                | Arbitrage :                        | Arbitrage : |

| 5e journée             | Algérie | 0-0 | Niger | Nyayo National Stadium (Nairobi) |             |
| 18 août 2025 19h (UTC) |         |     |       | Arbitrage :                      | Arbitrage : |

| 5e journée             | Afrique du Sud | 3-3 | Ouganda | Mandela National Stadium (Kampala) |             |
| 18 août 2025 19h (UTC) |                |     |         | Arbitrage :                        | Arbitrage : |

#### Groupe D
| Rang | Équipe  | Pts | J | G | N | P | Bp | Bc | Diff |
| ---- | ------- | --- | - | - | - | - | -- | -- | ---- |
| 1    | Soudan  | 5   | 3 | 1 | 2 | 0 | 5  | 1  | +4   |
| 2    | Sénégal | 5   | 3 | 1 | 2 | 0 | 2  | 1  | +1   |
| 3    | Nigeria | 3   | 3 | 1 | 0 | 2 | 2  | 5  | -3   |
| 4    | Congo   | 2   | 3 | 0 | 2 | 1 | 2  | 4  | -2   |

| 1re journée           | Congo | 1-1 | Soudan | Amaan Stadium (Zanzibar) |             |
| 5 août 2025 16h (UTC) |       |     |        | Arbitrage :              | Arbitrage : |

| 1re journée           | Sénégal | 1-0 | Nigeria | Amaan Stadium (Zanzibar) |             |
| 5 août 2025 19h (UTC) |         |     |         | Arbitrage :              | Arbitrage : |

| 2e journée             | Sénégal | 1-1 | Congo | Amaan Stadium (Zanzibar) |             |
| 12 août 2025 16h (UTC) |         |     |       | Arbitrage :              | Arbitrage : |

| 2e journée             | Soudan | 4-0 | Nigeria | Amaan Stadium (Zanzibar) |             |
| 12 août 2025 19h (UTC) |        |     |         | Arbitrage :              | Arbitrage : |

| 3e journée             | Soudan | 0-0 | Sénégal | Amaan Stadium (Zanzibar) |             |
| 19 août 2025 19h (UTC) |        |     |         | Arbitrage :              | Arbitrage : |

| 3e journée             | Nigeria | 2-0 | Congo | Stade Benjamin Mkapa (Dar es Salam) |             |
| 19 août 2025 19h (UTC) |         |     |       | Arbitrage :                         | Arbitrage : |

### Équipe type pour la phase de groupes
Le Groupe d'étude technique de la CAF annonce l’équipe type de la phase de groupes du CHAN TotalEnergies Kenya Ouganda Tanzanie 2024.
| Gardiens | Défenseurs | Milieux | Attaquants |
| -------- | ---------- | ------- | ---------- |
|          |            |         |            |

| Meilleur Entraîneur | Meilleur Gardien | Meilleur Jeune | Meilleur Joueur | le prix du fair-play |
| ------------------- | ---------------- | -------------- | --------------- | -------------------- |
|                     |                  |                |                 |                      |

### Phase à élimination directe
|  | Quarts de finale                          | Quarts de finale                     | Quarts de finale                     | Quarts de finale                     |   |   | Demi-finales                             | Demi-finales                             | Demi-finales                             | Demi-finales                             |                                      |                                      | Finale                              | Finale                              | Finale                              | Finale                              |
|  |                                           |                                      |                                      |                                      |   |   |                                          |                                          |                                          |                                          |                                      |                                      |                                     |                                     |                                     |                                     |
|  | 22 août 2025 à Nairobi - 16h00 (UTC)      | 22 août 2025 à Nairobi - 16h00 (UTC) | 22 août 2025 à Nairobi - 16h00 (UTC) | 22 août 2025 à Nairobi - 16h00 (UTC) |   |   | 26 août 2025 à Dar es Salam - 16h30(UTC) | 26 août 2025 à Dar es Salam - 16h30(UTC) | 26 août 2025 à Dar es Salam - 16h30(UTC) | 26 août 2025 à Dar es Salam - 16h30(UTC) |                                      |                                      | 29 août 2025 à Nairobi - 17h00(UTC) | 29 août 2025 à Nairobi - 17h00(UTC) | 29 août 2025 à Nairobi - 17h00(UTC) | 29 août 2025 à Nairobi - 17h00(UTC) |
|  | 22 août 2025 à Nairobi - 16h00 (UTC)      | 22 août 2025 à Nairobi - 16h00 (UTC) | 22 août 2025 à Nairobi - 16h00 (UTC) | 22 août 2025 à Nairobi - 16h00 (UTC) |   |   | 26 août 2025 à Dar es Salam - 16h30(UTC) | 26 août 2025 à Dar es Salam - 16h30(UTC) | 26 août 2025 à Dar es Salam - 16h30(UTC) | 26 août 2025 à Dar es Salam - 16h30(UTC) |                                      |                                      | 29 août 2025 à Nairobi - 17h00(UTC) | 29 août 2025 à Nairobi - 17h00(UTC) | 29 août 2025 à Nairobi - 17h00(UTC) | 29 août 2025 à Nairobi - 17h00(UTC) |
|  | 1er A                                     | Kenya                                | -                                    | -                                    |   |   | 26 août 2025 à Dar es Salam - 16h30(UTC) | 26 août 2025 à Dar es Salam - 16h30(UTC) | 26 août 2025 à Dar es Salam - 16h30(UTC) | 26 août 2025 à Dar es Salam - 16h30(UTC) |                                      |                                      | 29 août 2025 à Nairobi - 17h00(UTC) | 29 août 2025 à Nairobi - 17h00(UTC) | 29 août 2025 à Nairobi - 17h00(UTC) | 29 août 2025 à Nairobi - 17h00(UTC) |
|  | 1er A                                     | Kenya                                | -                                    | -                                    |   |   | 26 août 2025 à Dar es Salam - 16h30(UTC) | 26 août 2025 à Dar es Salam - 16h30(UTC) | 26 août 2025 à Dar es Salam - 16h30(UTC) | 26 août 2025 à Dar es Salam - 16h30(UTC) |                                      |                                      | 29 août 2025 à Nairobi - 17h00(UTC) | 29 août 2025 à Nairobi - 17h00(UTC) | 29 août 2025 à Nairobi - 17h00(UTC) | 29 août 2025 à Nairobi - 17h00(UTC) |
|  | 2e B                                      | Madagascar                           | -                                    | -                                    |   |   | 26 août 2025 à Dar es Salam - 16h30(UTC) | 26 août 2025 à Dar es Salam - 16h30(UTC) | 26 août 2025 à Dar es Salam - 16h30(UTC) | 26 août 2025 à Dar es Salam - 16h30(UTC) |                                      |                                      | 29 août 2025 à Nairobi - 17h00(UTC) | 29 août 2025 à Nairobi - 17h00(UTC) | 29 août 2025 à Nairobi - 17h00(UTC) | 29 août 2025 à Nairobi - 17h00(UTC) |
|  | 2e B                                      | Madagascar                           | -                                    | -                                    | - | - | -                                        | -                                        |                                          |                                          |                                      |                                      | 29 août 2025 à Nairobi - 17h00(UTC) | 29 août 2025 à Nairobi - 17h00(UTC) | 29 août 2025 à Nairobi - 17h00(UTC) | 29 août 2025 à Nairobi - 17h00(UTC) |
|  | 22 août 2025 à Zanzibar - 19h00 (UTC)     |                                      |                                      |                                      | - | - | -                                        | -                                        |                                          |                                          |                                      |                                      | 29 août 2025 à Nairobi - 17h00(UTC) | 29 août 2025 à Nairobi - 17h00(UTC) | 29 août 2025 à Nairobi - 17h00(UTC) | 29 août 2025 à Nairobi - 17h00(UTC) |
|  |                                           |                                      | -                                    | -                                    | - | - |                                          |                                          |                                          |                                          |                                      |                                      | 29 août 2025 à Nairobi - 17h00(UTC) | 29 août 2025 à Nairobi - 17h00(UTC) | 29 août 2025 à Nairobi - 17h00(UTC) | 29 août 2025 à Nairobi - 17h00(UTC) |
|  | 1er D                                     | Soudan                               | -                                    | -                                    | - | - | -                                        | -                                        |                                          |                                          |                                      |                                      | 29 août 2025 à Nairobi - 17h00(UTC) | 29 août 2025 à Nairobi - 17h00(UTC) | 29 août 2025 à Nairobi - 17h00(UTC) | 29 août 2025 à Nairobi - 17h00(UTC) |
|  | 1er D                                     | Soudan                               | 26 août 2025 à Kampala - 19h30(UTC)  |                                      |   |   | -                                        | -                                        |                                          |                                          |                                      |                                      | 29 août 2025 à Nairobi - 17h00(UTC) | 29 août 2025 à Nairobi - 17h00(UTC) | 29 août 2025 à Nairobi - 17h00(UTC) | 29 août 2025 à Nairobi - 17h00(UTC) |
|  | 2e C                                      | Algérie                              | -                                    | -                                    |   |   |                                          |                                          |                                          |                                          |                                      |                                      | 29 août 2025 à Nairobi - 17h00(UTC) | 29 août 2025 à Nairobi - 17h00(UTC) | 29 août 2025 à Nairobi - 17h00(UTC) | 29 août 2025 à Nairobi - 17h00(UTC) |
|  | 2e C                                      | Algérie                              | -                                    | -                                    | - | - | -                                        | -                                        |                                          |                                          |                                      |                                      |                                     |                                     |                                     |                                     |
|  | 23 août 2025 à Dar es Salam - 16h00 (UTC) |                                      |                                      |                                      | - | - | -                                        | -                                        |                                          |                                          |                                      |                                      |                                     |                                     |                                     |                                     |
|  |                                           |                                      | -                                    | -                                    | - | - |                                          |                                          |                                          |                                          |                                      |                                      |                                     |                                     |                                     |                                     |
|  | 1er B                                     | Tanzanie                             | -                                    | -                                    | - | - | -                                        | -                                        |                                          |                                          |                                      |                                      |                                     |                                     |                                     |                                     |
|  | 1er B                                     | Tanzanie                             |                                      |                                      |   |   |                                          |                                          |                                          |                                          |                                      |                                      |                                     |                                     |                                     |                                     |
|  | 2e A                                      | Maroc                                | -                                    | -                                    |   |   |                                          |                                          |                                          |                                          |                                      |                                      |                                     |                                     |                                     |                                     |
|  | 2e A                                      | Maroc                                | -                                    | -                                    | - | - | -                                        | -                                        | Match pour la troisième place            | Match pour la troisième place            | Match pour la troisième place        | Match pour la troisième place        |                                     |                                     |                                     |                                     |
|  | 23 août 2025 à Kampala - 19h00 (UTC)      |                                      |                                      |                                      | - | - | -                                        | -                                        | Match pour la troisième place            | Match pour la troisième place            | Match pour la troisième place        | Match pour la troisième place        |                                     |                                     |                                     |                                     |
|  |                                           |                                      | -                                    | -                                    | - | - |                                          |                                          | 30 août 2025 à Kampala - 17h00 (UTC)     | 30 août 2025 à Kampala - 17h00 (UTC)     | 30 août 2025 à Kampala - 17h00 (UTC) | 30 août 2025 à Kampala - 17h00 (UTC) |                                     |                                     |                                     |                                     |
|  | 1er C                                     | Ouganda                              | -                                    | -                                    | - | - | -                                        | -                                        | 30 août 2025 à Kampala - 17h00 (UTC)     | 30 août 2025 à Kampala - 17h00 (UTC)     | 30 août 2025 à Kampala - 17h00 (UTC) | 30 août 2025 à Kampala - 17h00 (UTC) |                                     |                                     |                                     |                                     |
|  | 1er C                                     | Ouganda                              |                                      |                                      |   |   |                                          | -                                        |                                          |                                          | -                                    | -                                    | -                                   | -                                   |                                     |                                     |
|  | 2e D                                      | Sénégal                              | -                                    | -                                    |   |   |                                          |                                          |                                          |                                          | -                                    | -                                    | -                                   | -                                   |                                     |                                     |
|  | 2e D                                      | Sénégal                              | -                                    | -                                    | - | - | -                                        | -                                        |                                          |                                          |                                      |                                      |                                     |                                     |                                     |                                     |
|  |                                           |                                      |                                      |                                      |   |   |                                          |                                          |                                          |                                          |                                      |                                      |                                     |                                     |                                     |                                     |